# Exclusion de rupture
L'exclusion de rupture (aussi appelée exclusion de fuite) est un principe de sûreté nucléaire appliqué dans l'industrie nucléaire, en particulier dans le secteur des réacteurs nucléaires, qui consiste à ne pas étudier la totalité des conséquences d'une rupture de gros composants (cuve du réacteur, circuit primaire, circuit secondaire, etc.), en contrepartie d'exigences de conception, de fabrication, de soudure et de suivi particulièrement rigoureuses.

## Définitions
Selon l'Autorité de sûreté nucléaire (ASN) française, 

« L'exclusion de rupture implique un renforcement des exigences de conception, de fabrication et de suivi en service de certains matériels. Ce renforcement doit être suffisant pour considérer que la rupture de ces matériels est extrêmement improbable. Il permet à l'exploitant de ne pas étudier intégralement les conséquences d'une rupture de ces tuyauteries dans la démonstration de sûreté de l'installation. »

 L'ASN parle de composants dits « non ruptibles » à propos des cuves, des générateurs de vapeur et des pressuriseurs de l'ensemble des réacteurs du parc nucléaire français (EPR compris) ; ainsi dans le cas de l'EPR de Flamanville, s'y ajoutent le circuit primaire et la partie du circuit secondaire située à l'intérieur de l'enceinte de confinement,.
Selon l'Institut de radioprotection et de sûreté nucléaire (IRSN), sa définition de l'exclusion de rupture est donnée en septembre 2015 dans un rapport de son groupe permanent d'experts (GEP) à propos des équipements sous pression nucléaire :

« Exclure la rupture d'un composant conduit à ce que sa défaillance ne soit pas postulée dans la démonstration de sûreté. Ainsi, aucune disposition n'est prévue au titre du troisième niveau de la défense en profondeur pour limiter les conséquences de sa défaillance. De ce fait, l'hypothèse d'exclusion de rupture nécessite de renforcer les deux premiers niveaux de la défense en profondeur pour atteindre un niveau de sûreté satisfaisant. 

La rupture de la cuve est exclue au stade de la conception, de sorte que le principe de renforcement des deux niveaux de défense susmentionnés s'applique à ce composant » (…)
Enfin, des éléments de justification et de validation doivent être apportés pour ce qui concerne le processus de fabrication et de contrôle ainsi que le comportement mécanique de l'équipement dans les différentes situations de fonctionnement (normal, essais, incidentel et accidentel). Les études de mécanique à la rupture brutale doivent permettre de démontrer le caractère « robuste » de la conception à des défauts relativement grands, définis de manière conventionnelle, indépendamment des mécanismes pouvant en favoriser l'existence. Le II-1 de l'article 2 du décret d'autorisation de création de l'installation nucléaire de base de Flamanville 3 en référence précise les dispositions spécifiques associées à l'exclusion de rupture »

L'IRSN note que l'exclusion de rupture entraîne un allègement[pas clair] des deux premiers niveaux de la défense en profondeur, et que le fait qu'une rupture de cuve soit exclue au stade de sa conception entraîne de facto qu'elle soit considérée et classée en exclusion de rupture. Pour Bernard Laponche, il serait nécessaire de clarifier ce que signifie « renforcer les deux premiers niveaux » : à quel niveau se trouve la frontière pour un équipement qui relèverait d'un troisième niveau de défense ? interroge-t-il aussi[non neutre][réf. nécessaire].

## Description et implications de la démarche d'exclusion de rupture
Si une démarche d'exclusion de rupture des gros composants d'une centrale nucléaire doit être mise en œuvre, elle doit l'être dès la conception du réacteur nucléaire et rester applicable durant tout la durée de vie de la centrale, car, en cas de rupture de ces composants, « aucune disposition raisonnable de limitation des conséquences de leur rupture, en tant qu'événement déclencheur, ne pourrait être définie ».
Ainsi, dans tous les réacteurs nucléaires, la cuve du réacteur fait partie des équipements dits en « exclusion de rupture » car sa défaillance ou sa rupture ne sont pas postulées dans la démonstration de sûreté du réacteur.
Quand une pièce d'importance majeure pour la sécurité technologique et sanitaire est construite avec les preuves d'utilisation des meilleures technologies disponibles au moment de sa construction, et avec la qualification technique satisfaisante et attendue pour un composant de cette importance, après une fabrication et avec suivi en service faisant l'objet de dispositions de contrôle particulièrement exigeantes supposé pouvoir écarter le risque de rupture (« règles de conception spécifiques, procédés de fabrication et de contrôle permettant de démontrer l'obtention d'un très haut niveau de qualité de fabrication, contrôles non destructifs renforcés en service… »), on admet que la rupture est exclue[pas clair]. Il devient donc inutile d'ensuite vérifier des propriétés particulières et exceptionnelles de sécurité de certains équipements, si on peut considérer que, de par leur conception, ils sont si solides que la probabilité qu'ils se rompent est quasi-nulle.
Cette notion d'exclusion de rupture a été reprise en France par l'IRSN et par l'ASN en plusieurs circonstances. Elle est parfois remise en cause par certains experts[Qui ?] qui la jugent ambiguë, avec un risque de pouvoir nuire à la sureté nucléaire. L'une des causes de retard du chantier de l'EPR de Flamanville a été la détection d'anomalie de la teneur en carbone (dites anomalies de « ségrégation carbone ») dans l'acier de la cuve et du couvercle du réacteur. Ces écarts ont fait craindre une possible non-application du principe d'exclusion de rupture pour ces deux pièces. Après avis de IRSN, l'ASN juge la cuve de conforme au principe d'exclusion de rupture et apte à sa mise en service. Le couvercle, lui, doit être changé à la fin du premier cycle du réacteur.
Ce principe permet à l'exploitant de ne pas étudier intégralement les conséquences d'une rupture complète de ces équipements dans la démonstration de sûreté de l'installation, car la rupture du matériel en question est considérée comme « extrêmement improbable ».
Dans la démonstration de sûreté nucléaire, selon le guide de l'ASN, les événements déclencheurs sont dits « exclus » ou « traités »:
- Un événement déclencheur peut être « exclu » s'il est démontré qu'il est physiquement impossible ou extrêmement improbable avec un haut degré de confiance au regard des objectifs de sûreté. Pour les EIU[Quoi ?], des dispositions concrètes sur l'installation, en termes de conception et de construction, complétées en général par des dispositions d'exploitation (de contrôle et d'inspection en service notamment), doivent être mises en œuvre pour justifier cette exclusion. Sauf cas particulier, lorsqu'un événement déclencheur est exclu, ses conséquences ne font pas l'objet d'études ;
- Les événements déclencheurs non exclus sont « traités », c'est-à-dire que leur survenue est postulée et que leurs conséquences sont évaluées. Des dispositions doivent être mises en œuvre pour prévenir leur survenue et réduire leurs conséquences en vue d'atteindre les objectifs défini dans le référentiel de sûreté.

## Critiques du concept
Le principe de l'exclusion de rupture soulève des questions quand il est étendu à de nouvelles catégories de matériel pour lesquelles on manque encore de retour d'expérience, par exemple, en France, la corrosion sous contrainte découverte dans diverses centrales nucléaires, dont l'existence et/ou les effets avaient été ignorés ou sous-estimés, au détriment des principes de la sûreté nucléaire[non neutre][réf. nécessaire].
En 2019 Bernard Laponche, ingénieur retraité et militant anti-nucléaire,,, considère que les formulations « ce renforcement doit être suffisant » et « est extrêmement improbable » introduisent un flou et ne sont pas clairement définis. L'ASN précise que ces termes qualitatifs définissent un objectif et qu'il doivent être quantifiés par le concepteur d'un réacteur dans un « référentiel d’exclusion de rupture quantitatif ». D'autre part, Bernard Laponche relève que la notion de « matériels » introduite dans la première phrase se réduit dans la seconde aux seules « tuyauteries », sans qu'il soit précisé s'il s'agit des tuyaux ou de réseaux de tuyaux avec leurs soudures ou autres éléments.
De même, Bernard Laponche rappelle la déclaration faite après l'accident de Fukushima par Jacques Repussard à propos des accidents majeurs : « Il y a des enchaînements de circonstances aggravantes, des combinaisons d'évènements improbables que l'on estime a priori inimaginables mais qui finissent quand même par se produire. Comme je le dis parfois : il faut imaginer l'inimaginable ». Il pose les questions suivantes : 
- En quoi le postulat que la rupture d'un matériel est « extrêmement improbable » peut-il permettre à l'exploitant de ne pas étudier les conséquences d'une rupture de ce matériel (ici des tuyauteries) dans la démonstration de sûreté de l'installation[réf. nécessaire] ?
- L'exclusion de rupture de certains équipements s'applique dans le domaine de la sûreté nucléaire. Qu'en est-il dans celui de la sécurité nucléaire, c'est-à-dire la capacité d'une installation de résister à des agressions extérieures ou intérieures malveillantes. Une rupture considérée comme hautement improbable en termes de sûreté peut être la cible d'une agression malveillante dont on sait que son occurrence ne relève pas d'un calcul de probabilités[réf. nécessaire].